# Leeuwenbergia
Leeuwenbergia är ett släkte av törelväxter. Leeuwenbergia ingår i familjen törelväxter.
Kladogram enligt Catalogue of Life:
| Leeuwenbergia | \| \| Leeuwenbergia africana \| \| \| \| \| \| Leeuwenbergia letestui \| \| \| \| |
|               | \| \| Leeuwenbergia africana \| \| \| \| \| \| Leeuwenbergia letestui \| \| \| \| |
|               | Leeuwenbergia africana                                                            |
|               |                                                                                   |
|               | Leeuwenbergia letestui                                                            |
|               |                                                                                   |